# Adansonia grandidieri
Adansonia grandidieri es una especie en peligro de extinción del género Adansonia. Es considerada la especie de baobab más grande y famosa de entre las seis especies endémicas de Madagascar en la Provincia de Toliara, y ciertos individuos alcanzan 40 m de altura.

## Descripción
Son árboles de hasta 25-30 m de altura, con grandes troncos cilíndricos de 3 m de diámetro, cubiertos con una corona de ramas horizontales que forman una corona con forma aplanada. La corteza es suave y espesa, en ejemplares adultos de hasta 10-15 cm y de color gris rojizo. Entre octubre y mayo el árbol se llena de hojas palmeadas de color verde-azul, compuesta de 6 a 9 folíolos elíptico-lanceolados, que están cubiertas de pelo denso.
Las flores aparecen de mayo a agosto, con pétalos de color blanco-crema a amarillo en ejemplares adultos. Son intensamente aromáticas y eclosionan después de la puesta del sol.
Las frutas son ovoides, cubiertas con un integumento rojizo, son ricas en vitamina C.
El intenso olor de las flores atrae a muchas especies de mamíferos (en particular, murciélagos megaquirópteros y lémures).

## Taxonomía
Adansonia grandidieri fue descrita por  Henri Ernest Baillon y publicado en Histoire Physique, Naturelle et Politique de Madagascar Pl. 79Bbis(2), 79E(1). 1893.
Etimología
Adansonia: nombre científico que honra al sabio francés de origen escocés que describió por primera vez a éste árbol, Michel Adanson (1737-1806), y deriva directamente de su apellido.
grandidieri: epíteto que fue nombrado por Baillon (1827-1895) para conmemorar al botánico y explorador francés, Alfred Grandidier (1836-1921).

## Galería

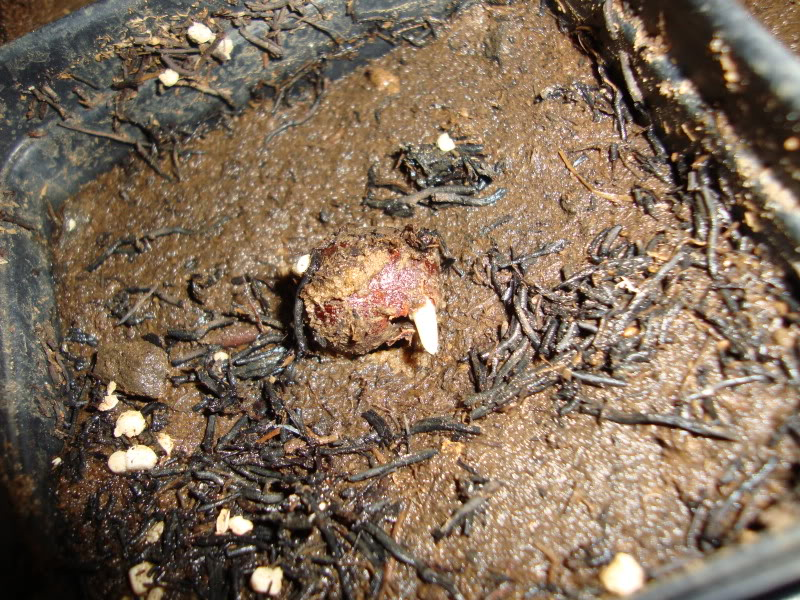
Semilla de Adansonia grandidieri brotando.
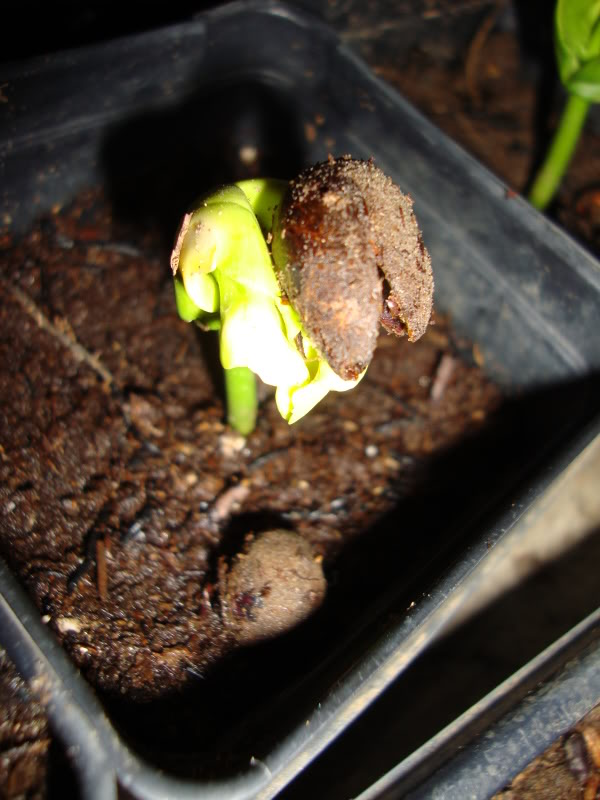
Semilla de Adansonia grandidieri germinando.
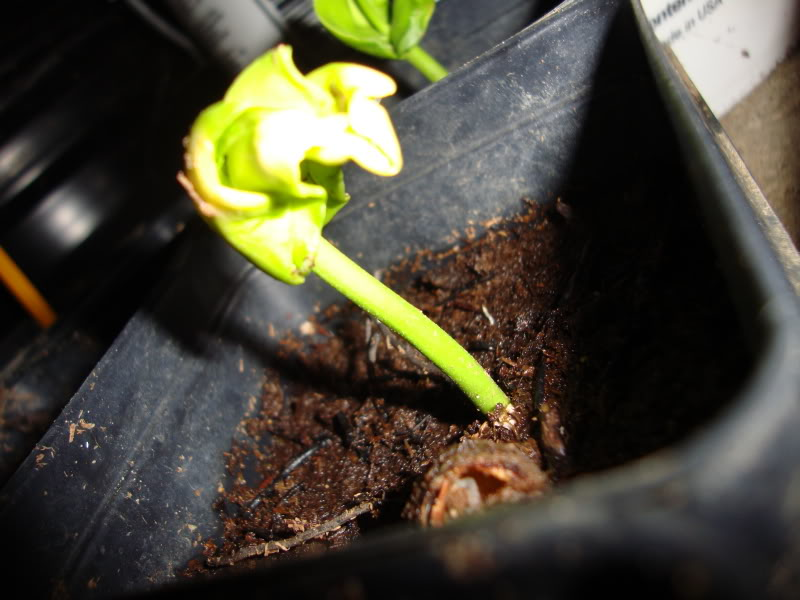
Semilla de Adansonia grandidieri germinando.
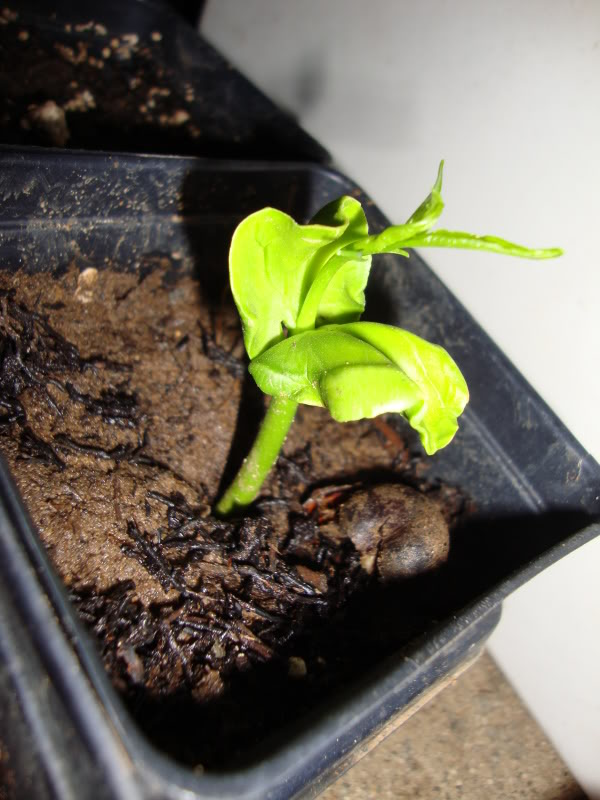
Plantula creciendo de Adansonia grandidieri.
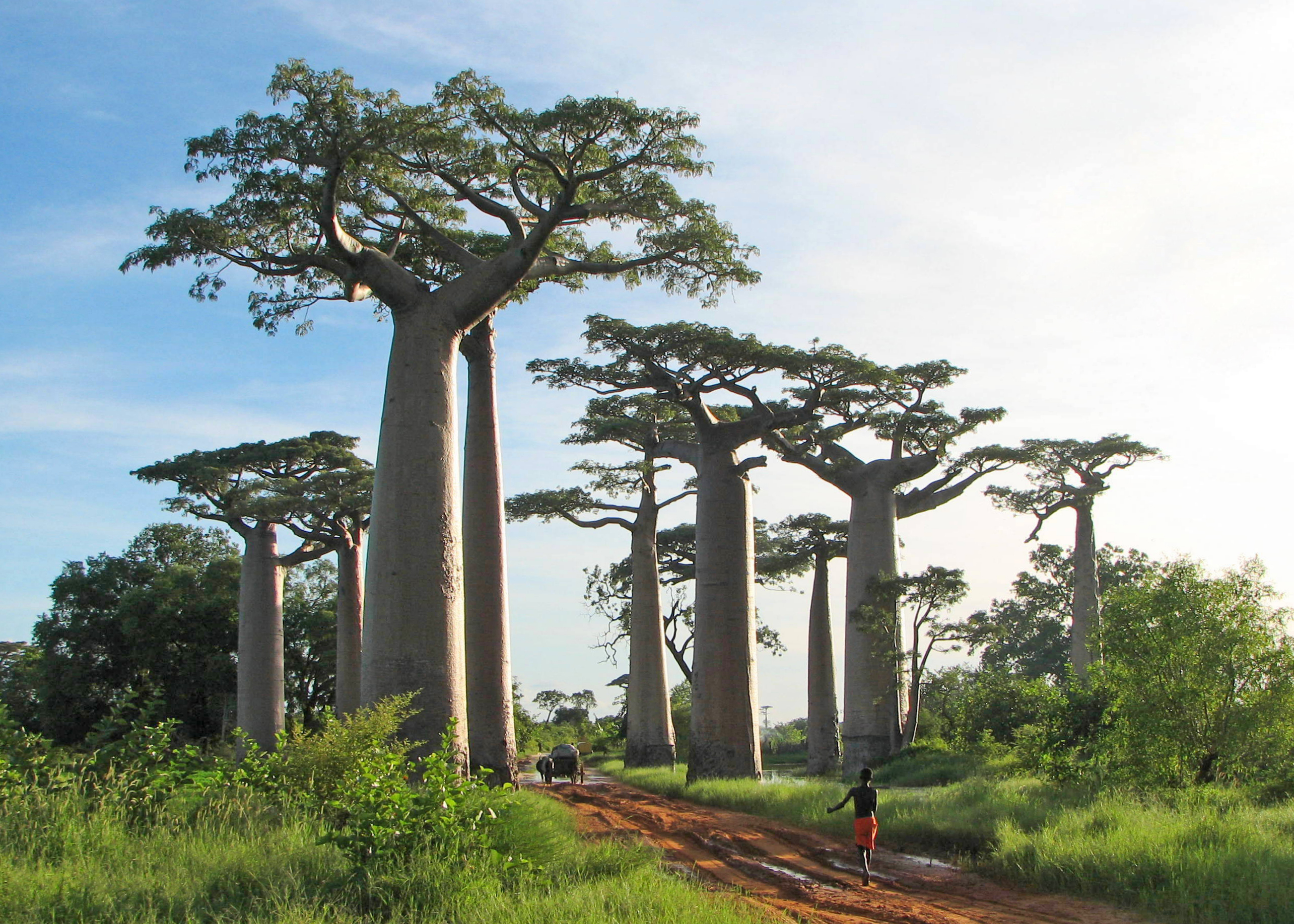
Avenida de los baobabs, Madagascar.
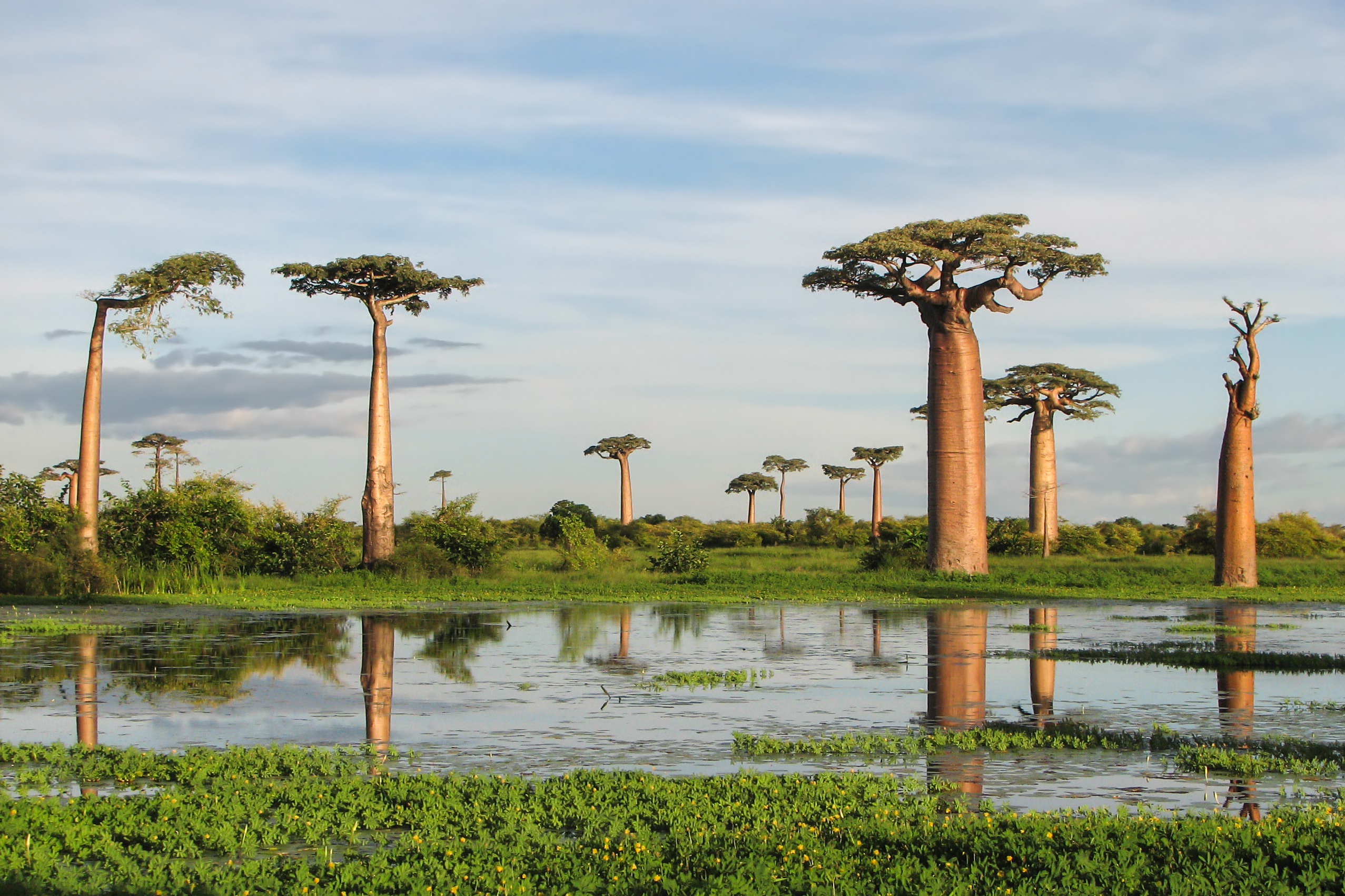
Adansonia grandidieri cerca de Morondava.
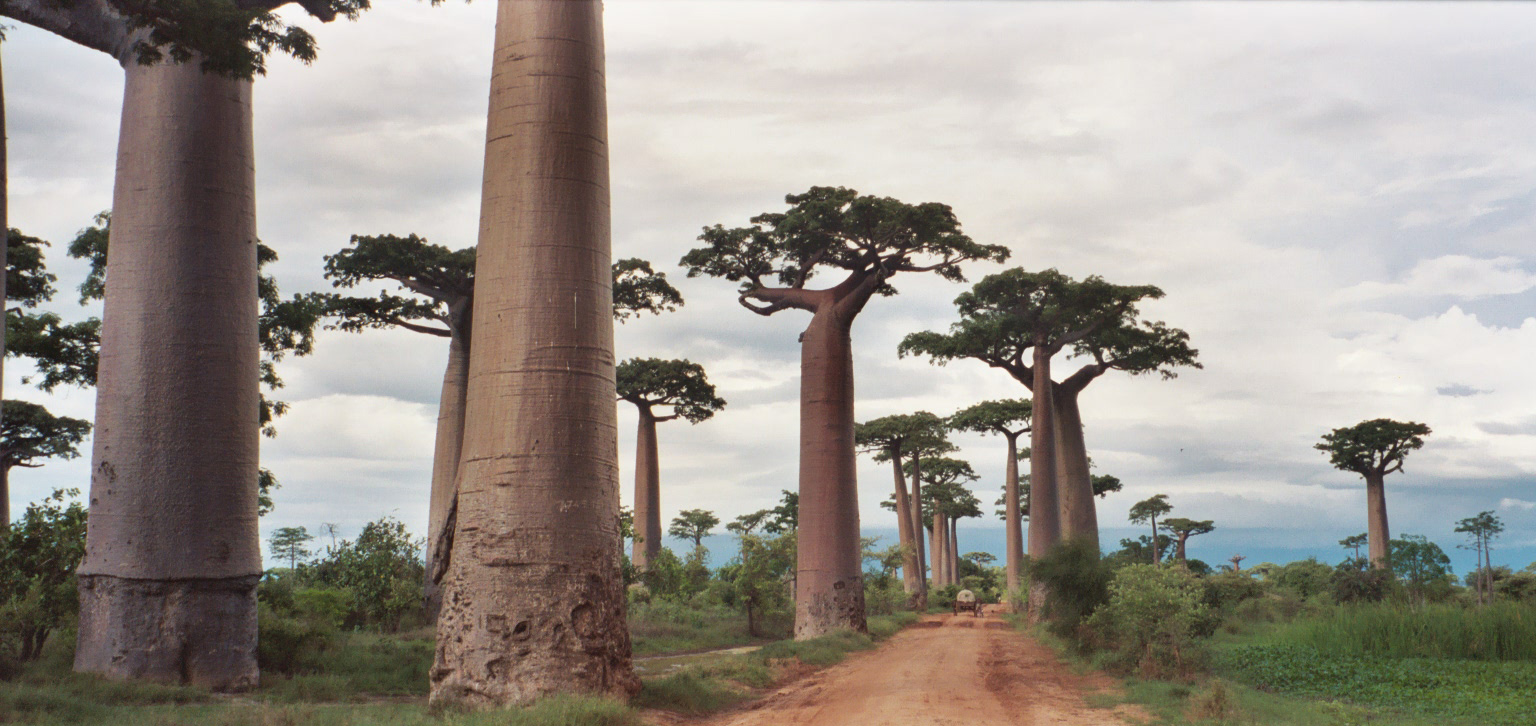
Otra vista de la avenida de los baobabs, Madagascar.
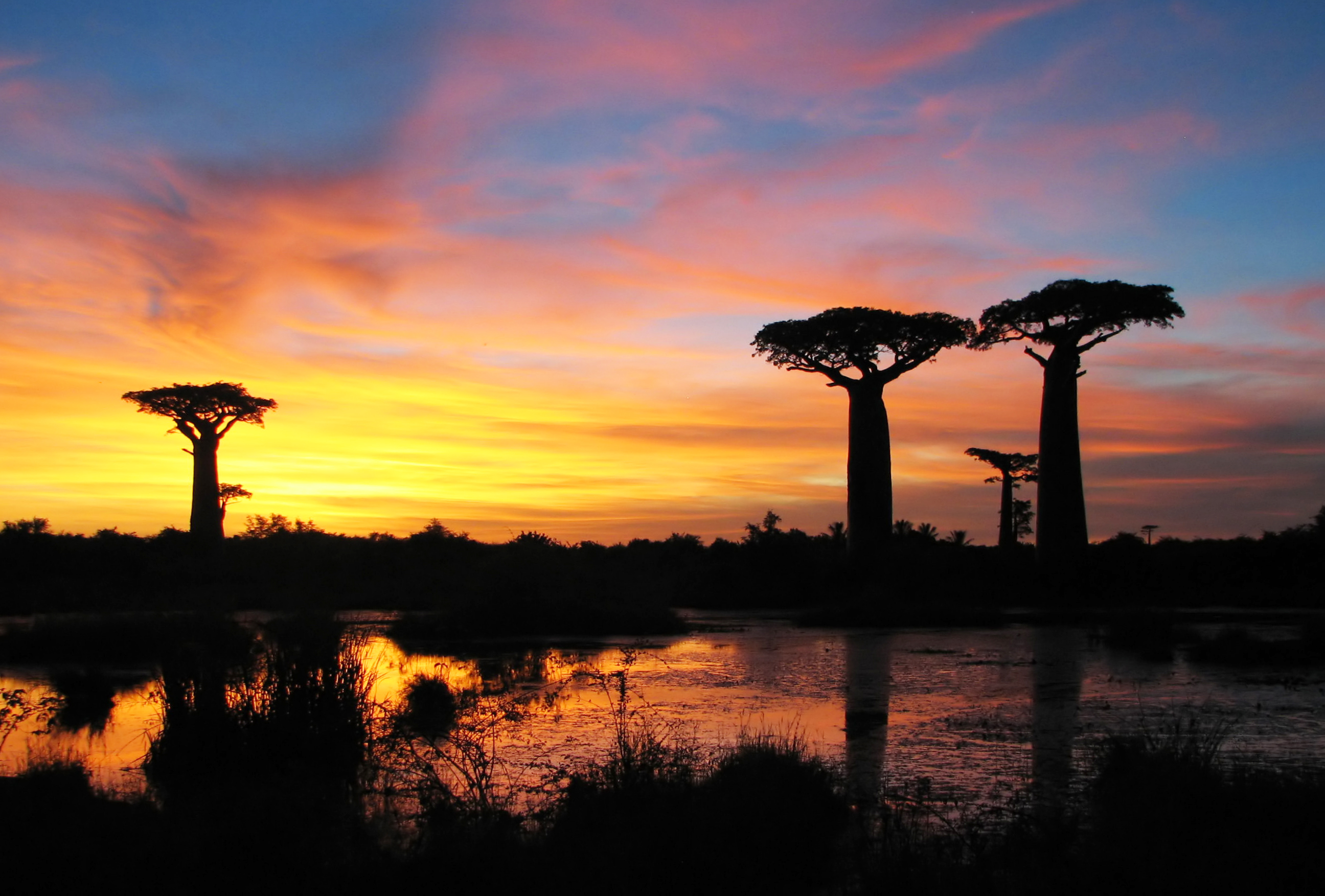
Baobabs al atardecer en Morondava, Madagascar.